# نيكول الكسندر
نيكول الكسندر (بالإنجليزية: Nicole Alexander)‏ هي ممثلة أمريكية، ولدت في 12 يوليو 1983 بديترويت في الولايات المتحدة.

## وصلات خارجية
- نيكول الكسندر على موقع IMDb (الإنجليزية)
- نيكول الكسندر على موقع قاعدة بيانات الفيلم (الإنجليزية)